# Aeroporto di Taraz
L'aeroporto di Taraz (in kazako Аэропорт Тараза?), anche noto con il nome commerciale di aeroporto Aulie-Ata (IATA: DMB, ICAO: UADD), è un aeroporto kazako situato a circa 10 chilometri a ovest-sud-ovest della città di Taraz lungo la strada E40 Tauke Khan, nella regione di Žambyl. La struttura, intitolata ad Aulie-Ata, vecchio nome di Taraz, è dotata di una pista di asfalto lunga 3500 m e larga 45 m, l'altitudine è di 661 m, l'orientamento della pista è RWY 13-31. L'aeroporto  è aperto al traffico commerciale 24 ore al giorno.